# Perplex (motorfiets)
Perplex of Perlex is een historisch merk van motorfietsen.
De bedrijfsnaam was: Ernst Burkhardt, Mannheim (1924-1926).
Dit was een kleine Duitse fabrikant van 197cc-zijkleppers met Gruhn-motoren. Bronnen spreken elkaar tegen over de juiste naam. De productie begon in 1924, maar net als vele honderden kleine Duitse motorfietsmerken hield ook Ernst Burkhardt het niet lang vol: in 1926 stopte hij met produceren.